# Воронін Михайло Ілліч
Воронін Михайло Ілліч (1924—1945) — гвардії старший сержант Робітничо-селянської Червоної Армії, учасник Другої світової війни, Герой Радянського Союзу (1945).

## Біографія
Михайло Воронін народився у 1924 році у селі Михайлівка нині Царичанського району Дніпропетровської області України у селянській родині. Закінчив вісім класів школи. У лютому 1942 року він був призваний на службу до Робітничо-селянської Червоної Армії. З грудня того ж року — на фронтах Другої світової війни. Брав участь у боях на Центральному, 2-му Українському та 1-му Білоруському фронтах. У боях тричі був поранений і один контужений. Брав участь у битві на Курській дузі, Чернігівсько-Прип'ятській, Умансько-Ботошанській, Люблін-Брестській операціях. До січня 1945 року гвардії старший сержант Михайло Воронін командував відділенням моторизованого батальйону автоматників 66-ї гвардійської танкової бригади 12-го гвардійського танкового корпусу 2-ї гвардійської танкової армії 1-го Білоруського фронту. Відзначився під час Варшавсько-Познанської операції.
19 січня 1945 року в бою за безіменну висоту Воронін першим увірвався у ворожі траншеї та особисто знищив чотири кулемети, три точки з фаустпатронами та 19 солдатів та офіцерів противника. Коли радянські частини підійшли до міста Іновроцлав, їхнє просування зупинила німецька батарея протитанкової артилерії. Відділення Вороніна потай пробралося в місто і, знищивши розрахунки батареї, захопило її, а потім відбило ворожу контратаку, знищивши понад 45 солдатів і офіцерів. Надалі, просунувшись на два квартали вперед, відділення захопило 10 легкових автомобілів з важливими штабними документами. У бою за місто Чарнкув відділення Вороніна, перебуваючи у взаємодії з танками, знищило 4 кулемети, 9 точок з фаустпатронами та близько 40 ворожих солдатів та офіцерів.
Указом Президії Верховної Ради СРСР від 24 березня 1945 року за «мужність, відвагу та героїзм, виявлені у боротьбі з німецькими загарбниками» гвардії старший сержант Михайло Воронін був удостоєний звання Героя Радянського Союзу з врученням ордена Леніна.
Воронін загинув у бою 17 квітня 1945 року. Похований у польському місті Дембно.
Був також нагороджений орденами Великої Вітчизняної війни 2-го ступеня та Слави 3-го ступеня, медаллю «За відвагу».